# 両角彦六

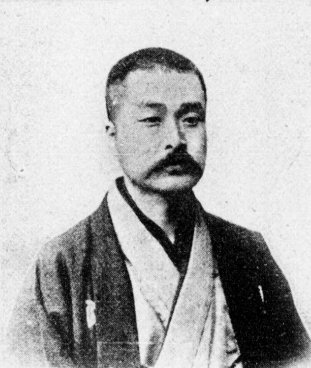
両角彦六

両角 彦六（もろずみ ひころく、慶応元年6月12日（1865年8月3日） - 明治41年（1908年）3月21日）は、日本の衆議院議員（壬寅会→中正倶楽部）。弁護士。

## 経歴
信濃国諏訪（現在の長野県諏訪市）に諏訪藩士の子として生まれる。1884年（明治17年）に司法省法学校予科を修了し、1888年（明治21年）に東京帝国大学法科大学を卒業した。判事試補、司法省参事官試補、宮城控訴院書記長、函館地方裁判所判事、横浜区裁判所・横浜地方裁判所判事を歴任した。1893年（明治26年）に退官し、弁護士を開業した。また和仏法律学校（現在の法政大学）の理事兼講師、明治法律学校（現在の明治大学）講師、専修学校（現在の専修大学）講師を務めた。
1902年（明治35年）、第7回衆議院議員総選挙に出馬し、当選。第8回衆議院議員総選挙でも再選を果たした。